# Biesdonk

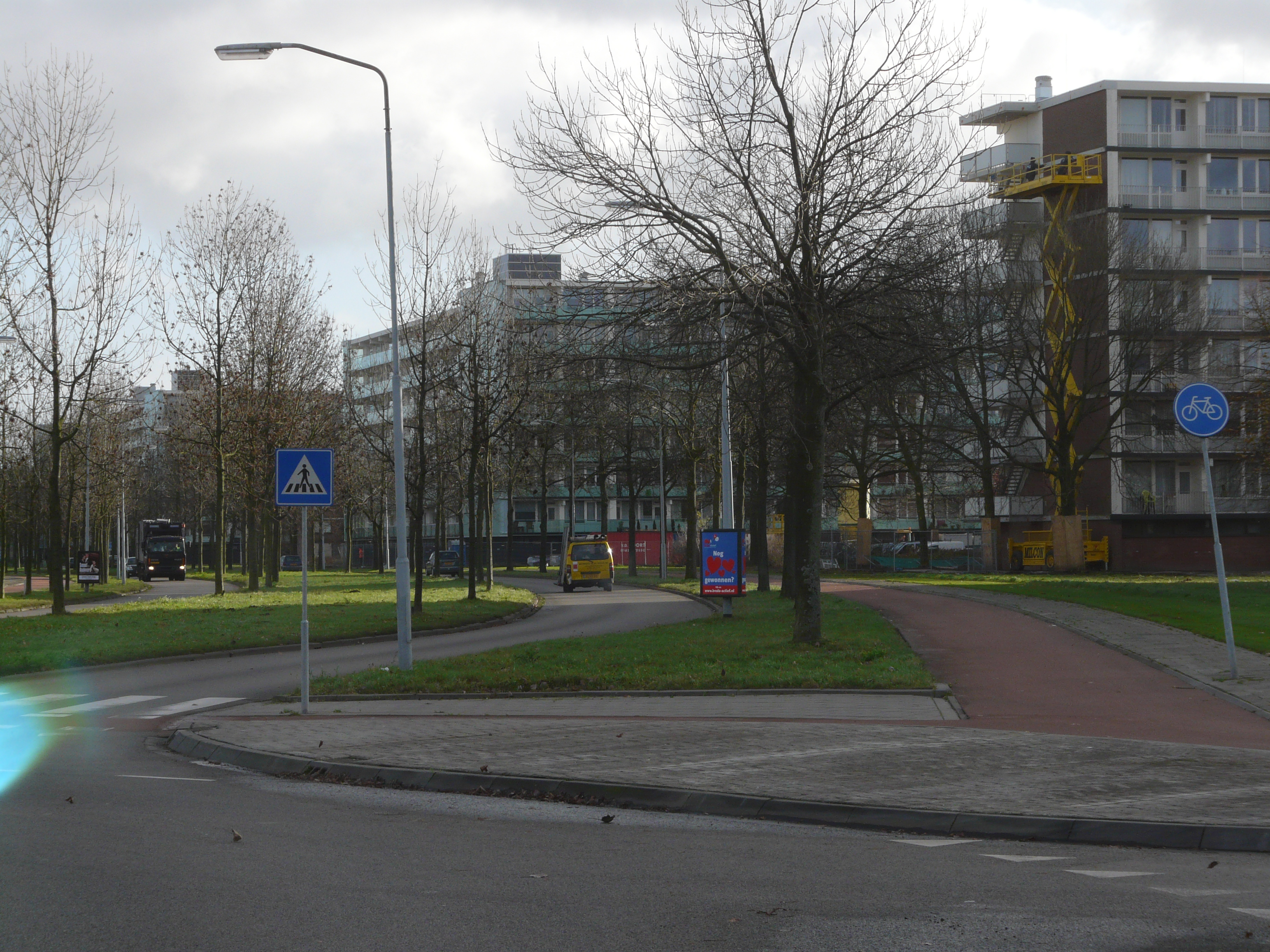
Flats Brusselstraat

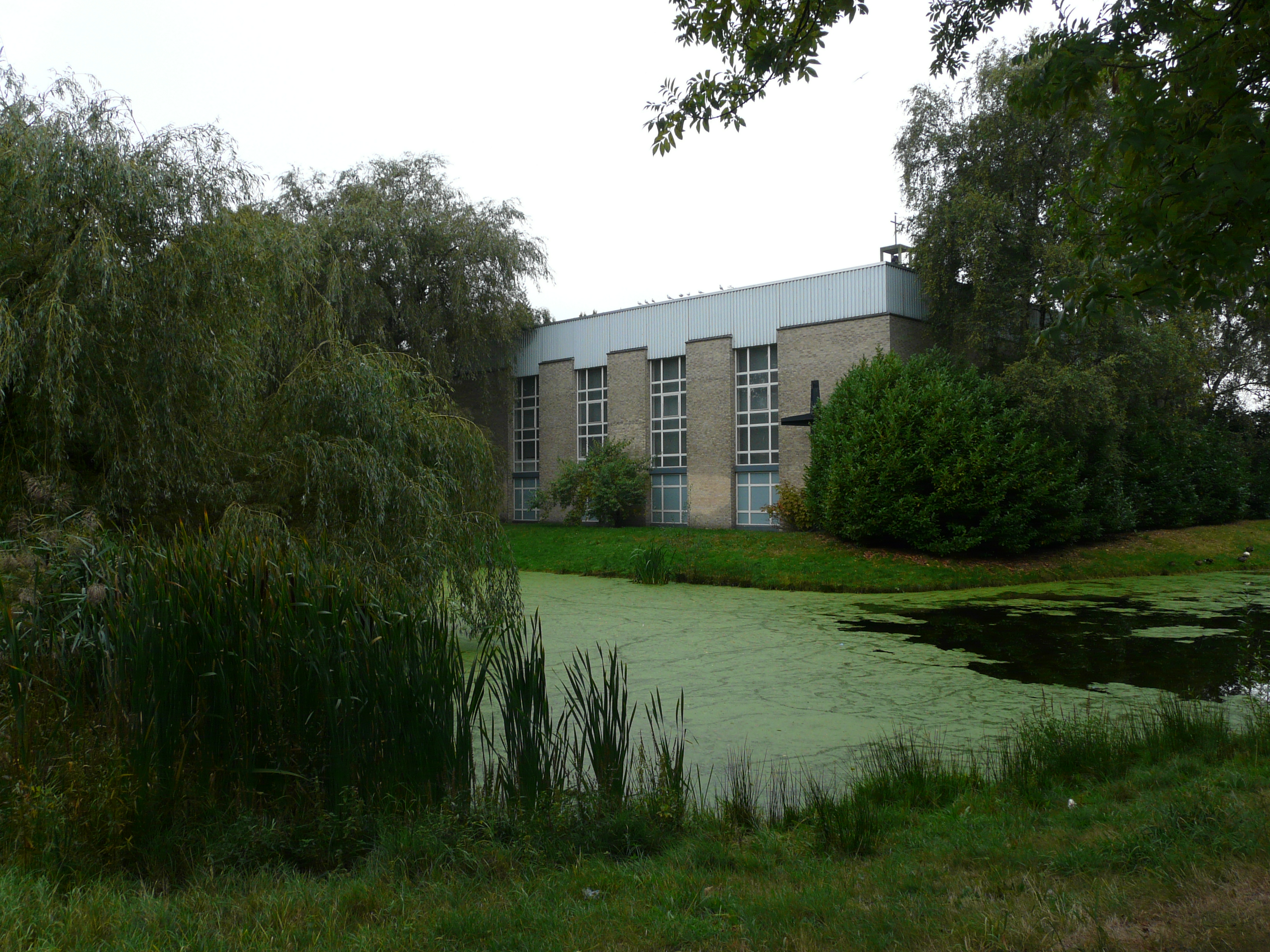
Franciscus van Assisiëkerk

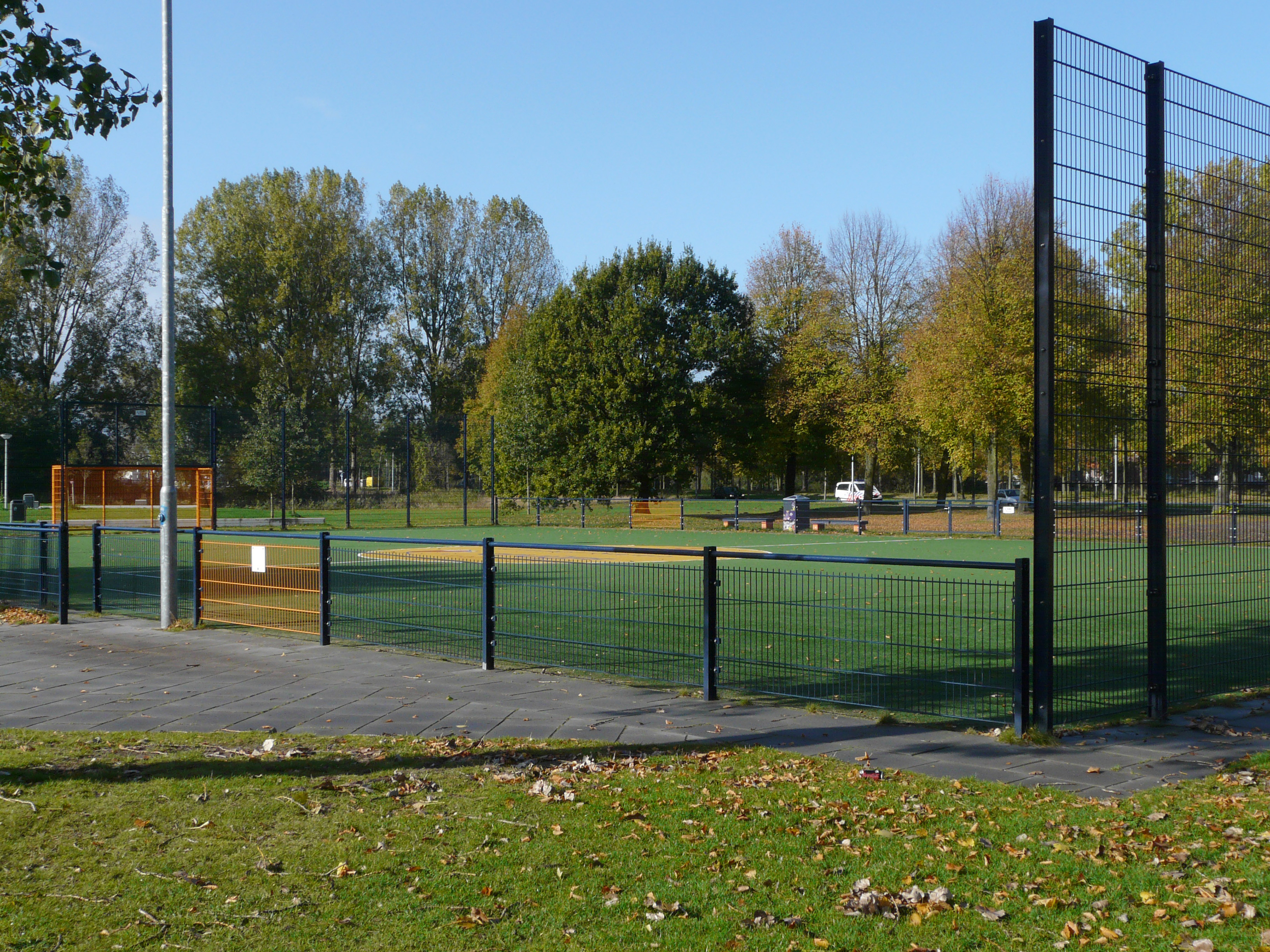
Johan Cruyffcourt

Biesdonk is een wijk in het noorden van de Nederlandse stad Breda (provincie Noord-Brabant).
De wijk is een onderdeel van de Hoge Vucht. Bij de Brusselstraat staan enkele flats dicht bij winkelcentrum Hoge Vucht, verder zijn er eengezinswoningen.
In de wijk bevindt zich de Franciscus van Assisiëkerk (1968), gelegen aan het Belgiëplein. Het is de enige van de oorspronkelijk vijf katholieke kerken in de Hoge Vucht die nog als zodanig functioneert. Ook is er gemeenschapshuis de Biesdonk en basisschool John F. Kennedyschool. Bij de Hamdijk ligt een Cruyff Court.
Aan de Bastenakenstraat ligt voetbal vereniging Advendo.
Aan de noordrand ligt onder andere de scholengemeenschap het Newmancollege en het Vitalis College. Aan de oostrand zijn de ROC's het Radius College en het Vitalis College.
Biesdonk is bereikbaar met stadsbuslijn 1 via station Breda en de N285.
In Biesdonk zijn, op de Biesdonkweg en de Hamdijk na, alle straten naar Belgische steden en gemeentes zoals Kortrijk, Damme of Turnhout vernoemd. 